# Rhys Griffiths
Rhys Griffiths (Cardiff, 1 maart 1980) is een Welsh semiprofessioneel voetballer uitkomend voor Llanelli AFC. Door zijn lengte van 1,90 meter scoort hij vooral met het hoofd. Naast het voetbal is Griffiths werkzaam als brandweerman.

## Carrière
Griffiths speelde voor het eerst in de League of Wales in 2001-2002 voor Cwmbran Town. In het begin van het daarop volgende seizoen verhuisde hij naar Haverfordwest County, om in juli 2004 over te stappen naar Carmarthen Town. In december van dat jaar tekende hij bij Port Talbot Town.
In het seizoen 2005-2006 scoorde hij 28 competitiedoelpunten voor deze club, waarmee hij topscorer van de League of Wales werd.
Na dat seizoen verkaste Griffiths naar Llanelli AFC. In zijn eerste seizoen bij Llanelli werd hij opnieuw Wels topscorer, ditmaal met dertig goals. In het seizoen 2007-2008 werd hij opnieuw topscores van de League of Wales, ditmaal met veertig doelpunten.
Zijn trefzekerheid heeft hem een plaats in het semiprofteam van Wales opgeleverd.

## Toekomst
In december 2006 was er sprake van een mogelijke transfer naar Wrexham AFC, maar Griffiths koos ervoor om semiprof bij Llanelli te blijven. 
In december 2007 had hij een proeftijd bij het Zwitserse FC Aarau, waarin hij tijdens een vriendschappelijke wedstrijd scoorde. Beide clubs kwamen niet tot overeenstemming over een transfer, waardoor Griffiths het seizoen in Wales afmaakte.